# جورج ستتر
جورج ستتر (بالألمانية: Georg Stetter)‏ (و. 1895 – 1988 م) هو فيزيائي من النمسا . ولد في فيينا .
توفي في فيينا، عن عمر يناهز 93 عاماً.

## التعليم
تعلم في جامعة فيينا

## جوائز
حصل على جوائز منها:
- Haitinger Prize [الإنجليزية]‏ (1926)
- جائزة إرفين شرودنغر.